# Harry Järv
Harry Johannes Järv, född 27 mars 1921 i Karperö, Korsholm i Österbotten, död 21 december 2009 i Stockholm, var en finlandssvensk bibliotekarie, författare, översättare och krigsveteran.
Järv skrev ett femtiotal böcker. Han var ledamot i Vitterhetsakademin och under lång tid chef för Kungliga bibliotekets handskriftsavdelning.

## Biografi

### Uppväxt
Harry Järv växte upp i en jordbrukarfamilj i byn Karperö i Korsholm. Sommaren 1939 mönstrade han ombord på ett lastfartyg.
Han var 18 år när vinterkriget bröt ut, ett krig som kom att förändra hans liv.

### Andra världskriget
Harry Järv tillhörde den yngre generationen av finlandssvenskar som deltog i Finlands krig. Han var reservofficer (löjtnant) och kompanichef för ett spaningskompani vid regementet IR61 (svenskspråkigt förband) under fortsättningskriget.
Järv blev specialist på patrulluppdrag bakom fiendens linjer under fortsättningskriget. Natten till den 4 september 1943 sårades Järv svårt när han under ett spaningsuppdrag klev på en trampmina. Järv vårdades därefter bland annat i Sverige, varvid vänster ben amputerades nedanför knät. Han återvände till militär tjänst i slutet av augusti 1944, en vecka innan vapenstilleståndet mellan Finland och Sovjetunionen slöts. Järv tilldelades under sin militära tjänstgöring tre frihetskors och två frihetsmedaljer. Därtill blev han av fyra generaler förordad till Mannerheimriddare, men anhållan avslogs dock av Mannerheim själv, utan känd anledning.
Under krigsåren genomförde Järv framgångsrikt många räder mot ryska stödjepunkter. Under dessa fotograferade han händelserna, något som gav upphov till bland annat boken Permanent patrullverksamhet och filmen Framom främsta linjen.

### Efterkrigstiden
I Sverige blev Harry Järv biblioteksråd vid Kungliga biblioteket, ställföreträdande riksbibliotekarie och skrev ett 50-tal böcker. Han blev filosofie licentiat vid Uppsala universitet samt hedersdoktor i filosofi vid samma lärosäte.
Harry Järv flyttade efter krigsåren till Stockholm där han år 1958 fick anställning vid Kungliga Biblioteket. Han blev filosofie licentiat vid Uppsala universitet 1954 och hedersdoktor i filosofi där 1973. Järv var en framträdande expert på Franz Kafka. Hans essäsamlingar behandlade dock vitt skilda ämnen, från antiken till modern politik. Han var ledamot av Vitterhetsakademien och redaktör för den finlandssvenska kulturtidskriften Horisont (1954–1977) samt för de svenska tidskrifterna Radix (1978–1982) och Fenix (1983–1997).
Harry Järv lär ha sagt om sig själv: "Det är egentligen bara tre saker jag kan. Det är kommatering, närstrid och fotografering."

## Politiska idéer
Harry Järv var känd som samhällsdebattör. 
Han introducerades först till anarkistiska idéer som tonåring genom Peter Kropotkins böcker. Under sin tid till sjöss påverkades Järv av den finske syndikalisten Niilo Wälläri, som var ledare för Finlands sjömansförbund. Under kriget anpassade sig Järv till anarkistiska idéer i sin roll som plutonchef. Järv behandlade sina män lika som sig själv och besluten fattades demokratiskt. Detta ledde ofta till konflikter med överordnade officerare och Järv ansågs vara "omilitär". År 1952 gick Järv med i det svenska anarkosyndikalistiska fackförbundet SAC och började skriva artiklar i dess tidning Arbetaren.

### Redaktör (urval)
- Betydande böcker från vår egen tid: 72 bokläsare presenterar var sin bok (Horisont, 1966)
- Strindbergsfejden: 465 debattinlägg och kommentarer (Cavefors, 1968)
- Den svenska boken 500 år (Kungliga biblioteket, 1983)
- Vinghästen: Horisont 1954–1983: en jubileumsvolym (urval och red.: Harry Järv (åren 1954–1977), Olof Hägerstrand (åren 1978–1983)) (Schildts, 1984)
- Bibliotekarieyrket: tradition och förändring (Carlsson i samarbete med Statens kulturråd och Forskningsrådsnämnden (FRN), 1991)
- Mänsklighetens minne: en bibliotekshistorisk antologi (redigerad ihop med Erik Carlquist, Schildts, 2008)

### Översättningar (urval)
- Bertrand Russell: Uppfostran för livet (On Education, Especially in Early Childhood) (översatt tillsammans med Robert Thornell, Natur & Kultur, 1951)
- H. G. Wells: Den första färden till månen (The First Men in the Moon) (Natur & Kultur, 1954)
- Klassisk horisont: essäer från fem sekler (översatta och introducerade av Harry Järv, Cavefors, 1960)
- D. H. Lawrence: Studier i klassisk amerikansk litteratur (Studies in American Literature) (Cavefors, 1964)
- Hermann Broch: Vergilii död (Der Tod des Vergil) (Cavefors, 1966)
- Den seriöse konstnären: essäer och andra texter från 800-talet till 1960-talet (Cavefors, 1969)
- Vladimír Holan: Natt med Hamlet: diktsvit (Noc s Hamletem) (översatt tillsammans med Dagmar Chvojková-Pallasová, Cavefors, 1969)
- Milan Kundera: Skämtet (Žert) (översatt tillsammans med Dagmar Chvojková-Pallasová, Rabén & Sjögren, 1970)
- Klassisk horisont: essäer från fem sekler (Cavefors, 1970)
- Stéphane Mallarmé: En fauns eftermiddag & Ett tärningskast (FIB:s lyrikklubb, 1972)
- Jan Procházka: En vår, två vintrar (översatt tillsammans med Dagmar Chvojková-Pallasová, Cavefors, 1973)
- Franz Kafka: Brev till föräldrarna 1922–1924 (Alba, 1990)

## Priser och utmärkelser
- 1969 – Svenska Akademiens översättarpris
- 1972 – Rabén & Sjögrens översättarpris
- 1976 – Elsa Thulins översättarpris
- 1981 – Läkerols svenska kulturpris
- 1986 – Lotten von Kraemers pris
- 1986 – Gun och Olof Engqvists stipendium
- 1986 – Alf Henrikson-priset[9]
- 2001 – Längmanska kulturfondens pris
- 2006 – Österbottniska delegationens minnesmedalj
- 2007 – Kellgrenpriset